# Chironomus analis
Chironomus analis är en tvåvingeart som beskrevs av Freeman 1959. Chironomus analis ingår i släktet Chironomus och familjen fjädermyggor. Inga underarter finns listade i Catalogue of Life.